# Corallonoxia
Corallonoxia – rodzaj widłonogów z rodziny Corallovexiidae.
Takson ten wprowadzony został w 1975 roku przez Jana H. Stocka, a jego gatunkiem typowym wyznaczono opisaną w tej samej publikacji Corallonoxia longicauda.
Widłonogi te osiągają od 4 do 4,9 mm długości ciała, które podzielone jest na głowotułów (cefalosomę), metasomę (pereon) i odwłok (urosomę). Głowotułów obejmuje głowę i pierwszy segment tułowia; oddzielony jest od metasomy połączeniem stawowym. Warga górna wyodrębniona jest dość dobrze, w przeciwieństwie do wargi dolnej. U samicy szczęki pierwszej pary uległy zanikowi, a te drugiej pary zachowały się w formie szczątkowej. Narządy gębowe samca cechują się sklerytem oralnym alfa nie odgiętym ku przodowi, a sklerytem delta w przybliżeni U-kształtnym, ściętym na tylnym końcu i o przednich gałązkach biegnących równolegle do siebie. Metasoma jest długa, robakowata, u samicy jej segmenty mają w tylnych częściach mięsiste, zakrzywione, równych długości wyrostki boczne, zwane pereonitami; występują ich łącznie cztery pary. Odnóża tułowiowe uwstecznione są do formy niesegmentowanej, kulistawej. Odwłok u samicy jest bardzo krótki, niemal zanikły, oddzielony od metasomy połączeniem stawowym. U samca odwłok jest natomiast bardzo długi, robakowaty, nieodgraniczony od metasomy. Furka samicy jest bardzo długa, o gałęziach grzbietowych dłuższych niż brzuszne.
Przedstawiciele rodzaju są pasożytami wewnętrznymi koralowców, znajdowanymi w ciele Meandrina meandrites, Dendrogyra cylindrus i Eusmilia fastigata. Potrafią osiągać duże liczebności; u silnie zainfekowanych Meandrina nawet 25% masy kolonii stanowią Corallonoxia. Znajdywane są głównie w mezoglei, czasem też między mezenteriami jamy chłonąco-trawiącej.
Do rodzaju tego należą dwa opisane gatunki:
- Corallonoxia baki Stock, 1975
- Corallonoxia longicauda Stock, 1975